# 한국복음주의신학회
한국복음주의신학회(韓國福音主義神學會, Korea Evangelical Theological Society)는 한국의 개신교 복음주의 신학자들에 의해 태동된 개신교 신학회이다. 한국기독교학회와 더불어 한국의 양대 신학회로 평가된다. 현재 회장은  강규성 교수이다.

## 학회소개
1981년 서울 서대문 소재 아세아연합신학대학교에서 14명의 신학교수들 모여 김명혁 교수, 손봉호 교수, 이종윤 교수가 초안한 회칙을 통과시키고 임원을 선출하였다. 초대 회장으로 한철하 박사, 부회장은 오병세 박사와 김명혁 박사, 총무는 이종윤 박사, 서기는 손봉호 박사, 그리고 회계는 이형기 박사였다. 신학회는 한국복음주의구약신학회, 한국복음주의신약학회, 한국복음주의조직신학회, 한국복음주의역사신학회, 한국복음주의선교신학회, 한국복음주의실천신학회등 여러 분과학회로 구성되어 있다. 현재 약 1000명 정도의 교수들이 등록되어 있다. 신학회 학회지로는 《성경과 신학》이 매년 4권씩 발행된다.

## 임원 (2024-2026)
- 회장: 강규성
- 수석부회장: 장세훈
- 부회장: 김재윤
- 총무: 김요섭
- 협동총무: 정성국
- 서기: 이우제 (백석대)
- 회계:  김의창 (횃불)
- 부회계: 안상혁 (합동신)
- 감사: 김용국(침신대), 김선일(웨신대)
- 간사: 이기운(총신대)

## 학회지 성경과 신학 편집위원
- 편집위원장: 이승진
- 김희석 (총신대학교)
- 김호욱 광신대학교
- 박윤만 (대신대학교)
- 이현철 고신대학교
- 안희열 (침례신학대학교)
- 편집간사 이기운

## 갤러리

한국복음주의신학회 사진들
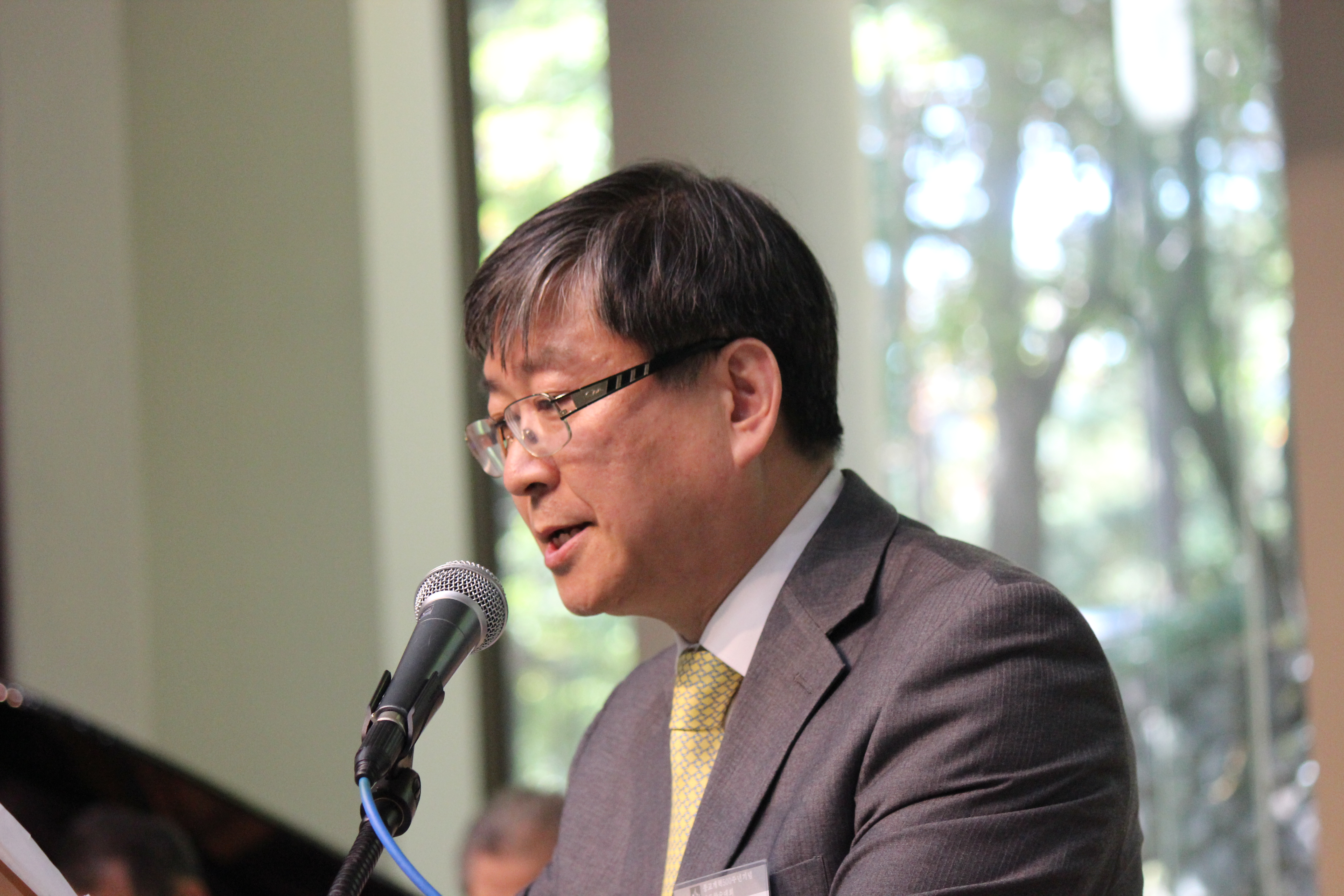
한국복음주의신학회 전 회장 합동신학대학원대학교의 이승구 교수
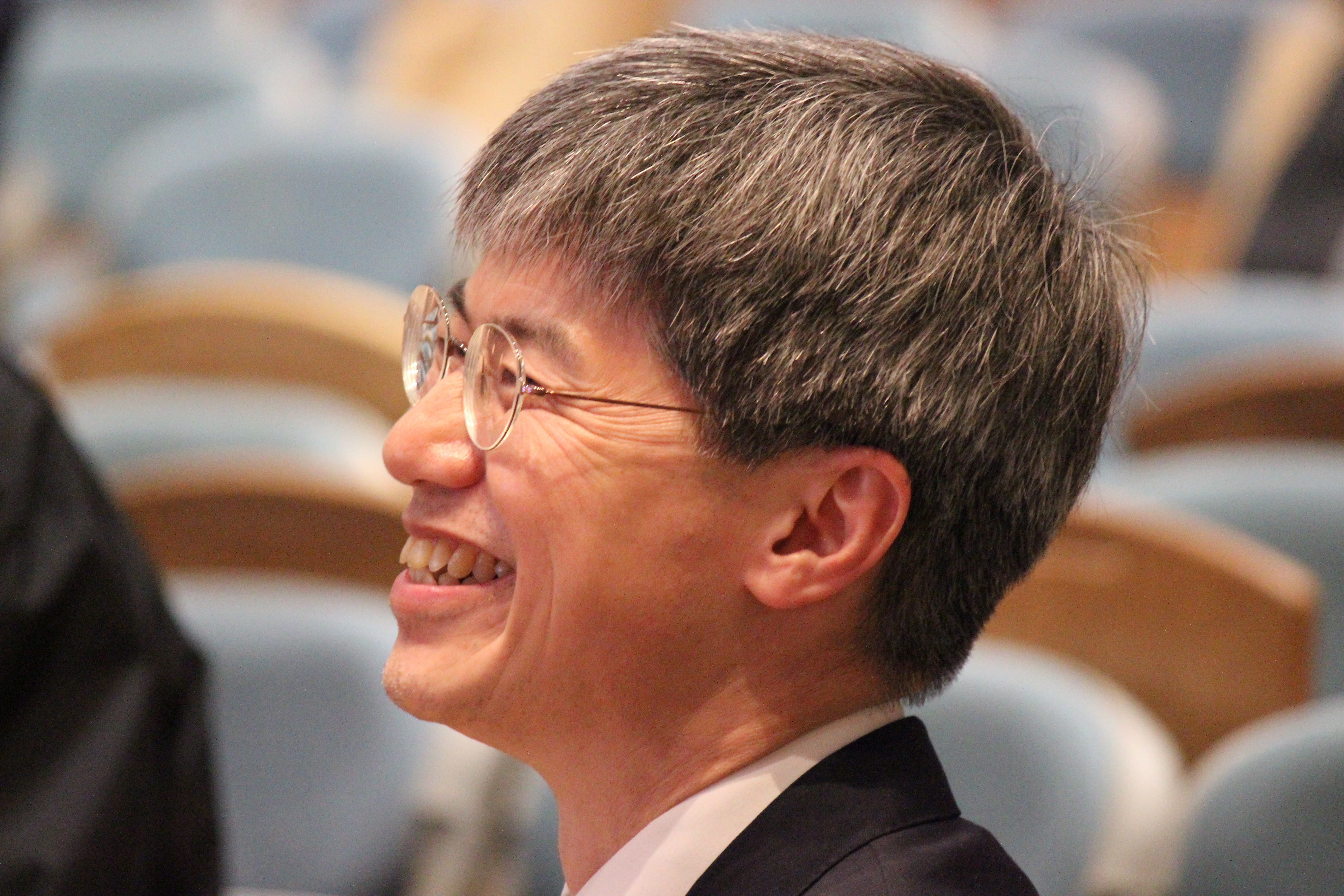
한국복음주의신학회 전 회장 백석대학교의 임원택 교수
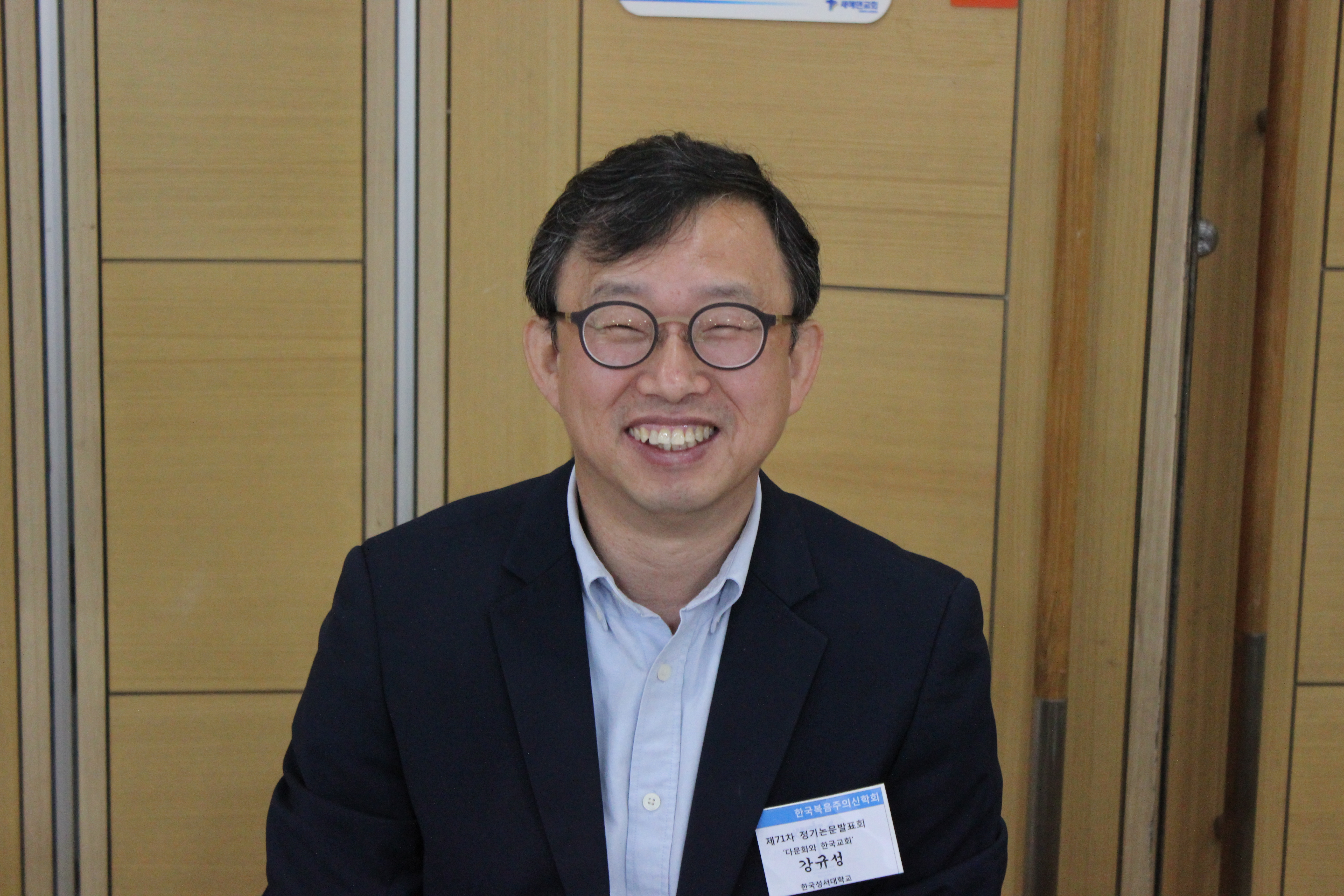
한국복음주의신학회 회장 한국성서대학교의 강규성 교수
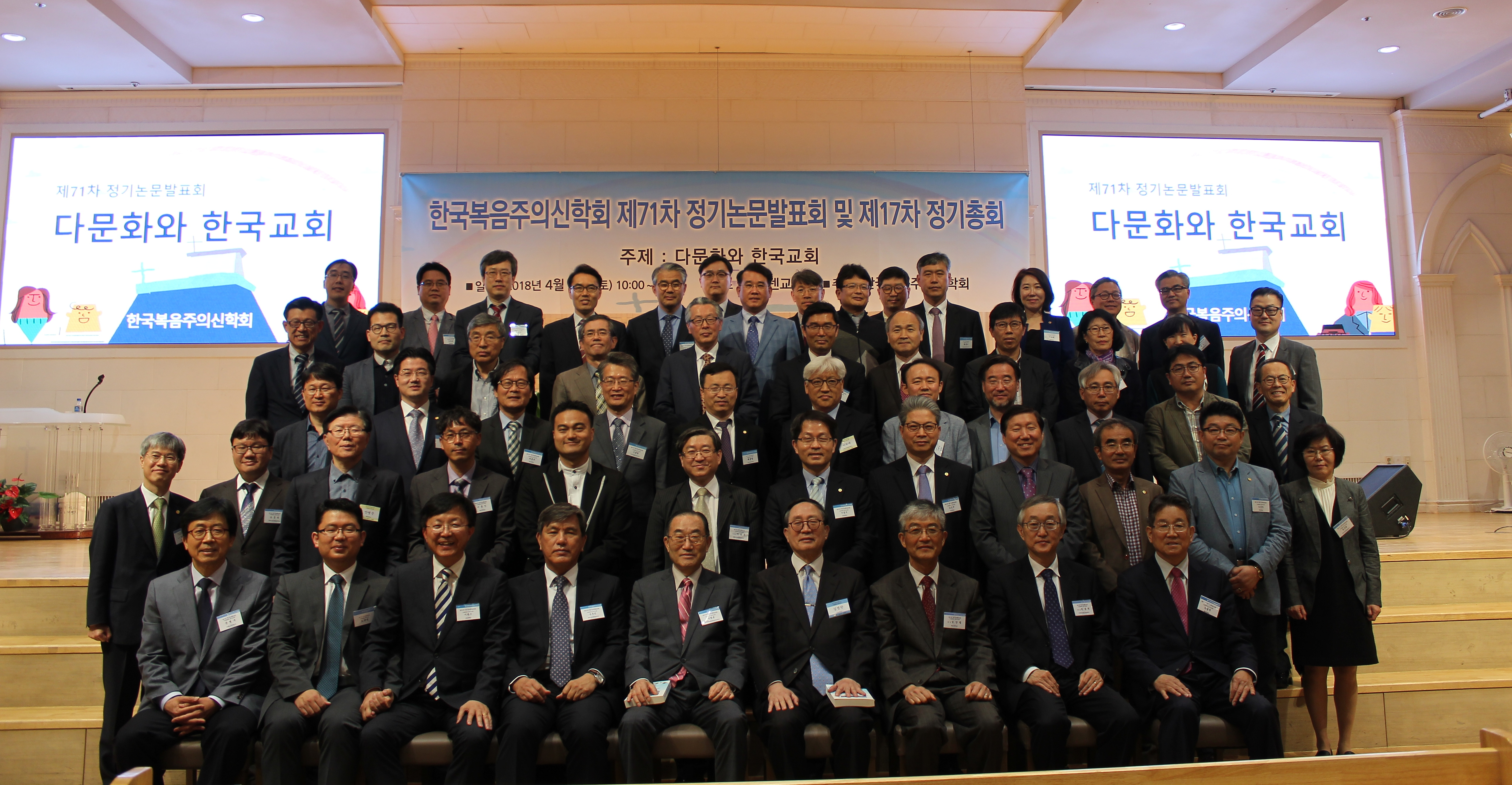
한국복음주의 신학회 제 71차, 다문화와 한국교회, 새에덴교회, 2018-4-28
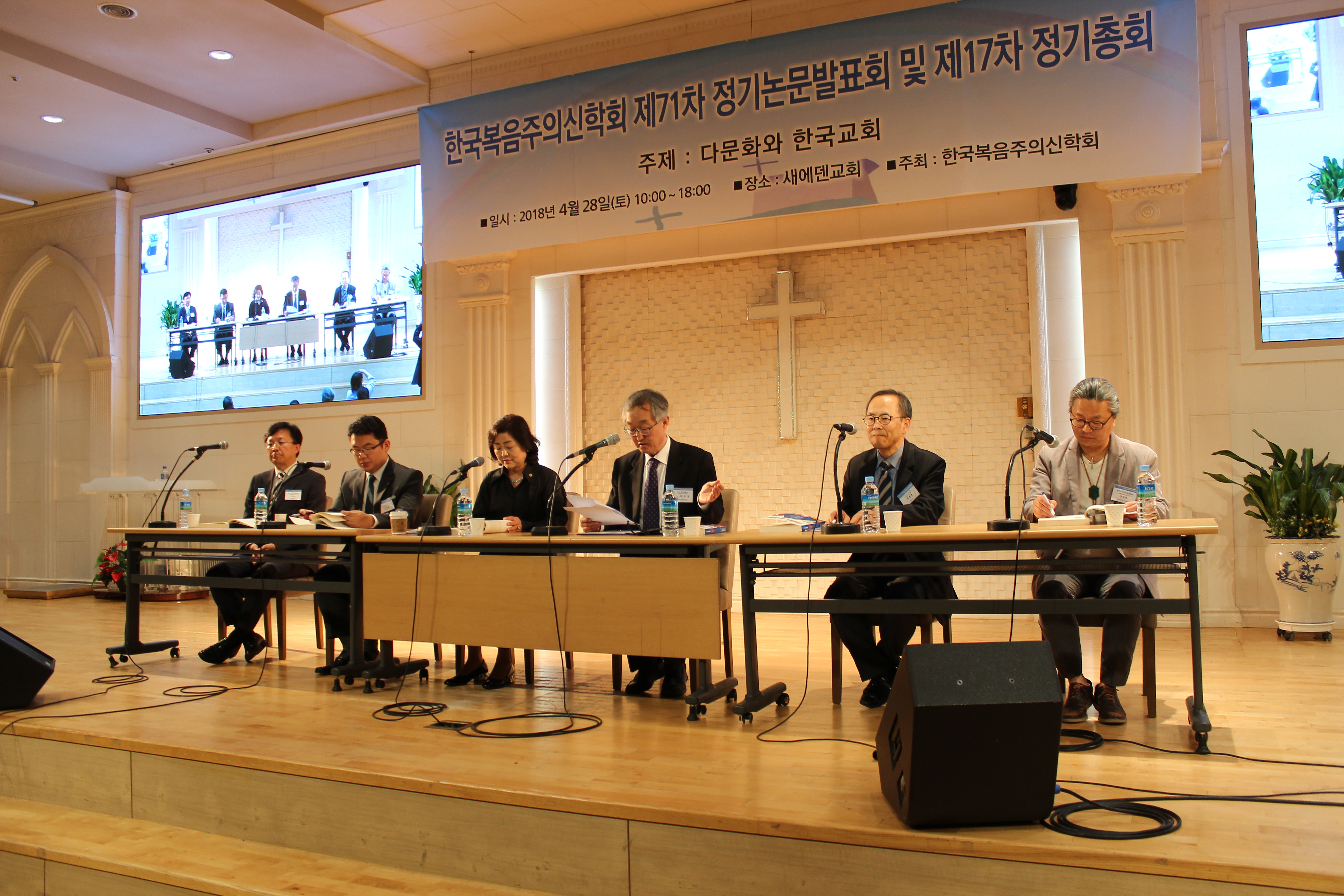
한국복음주의신학회 제71차, 주제강연자 토론회, 2018-4-28, 새에덴교회
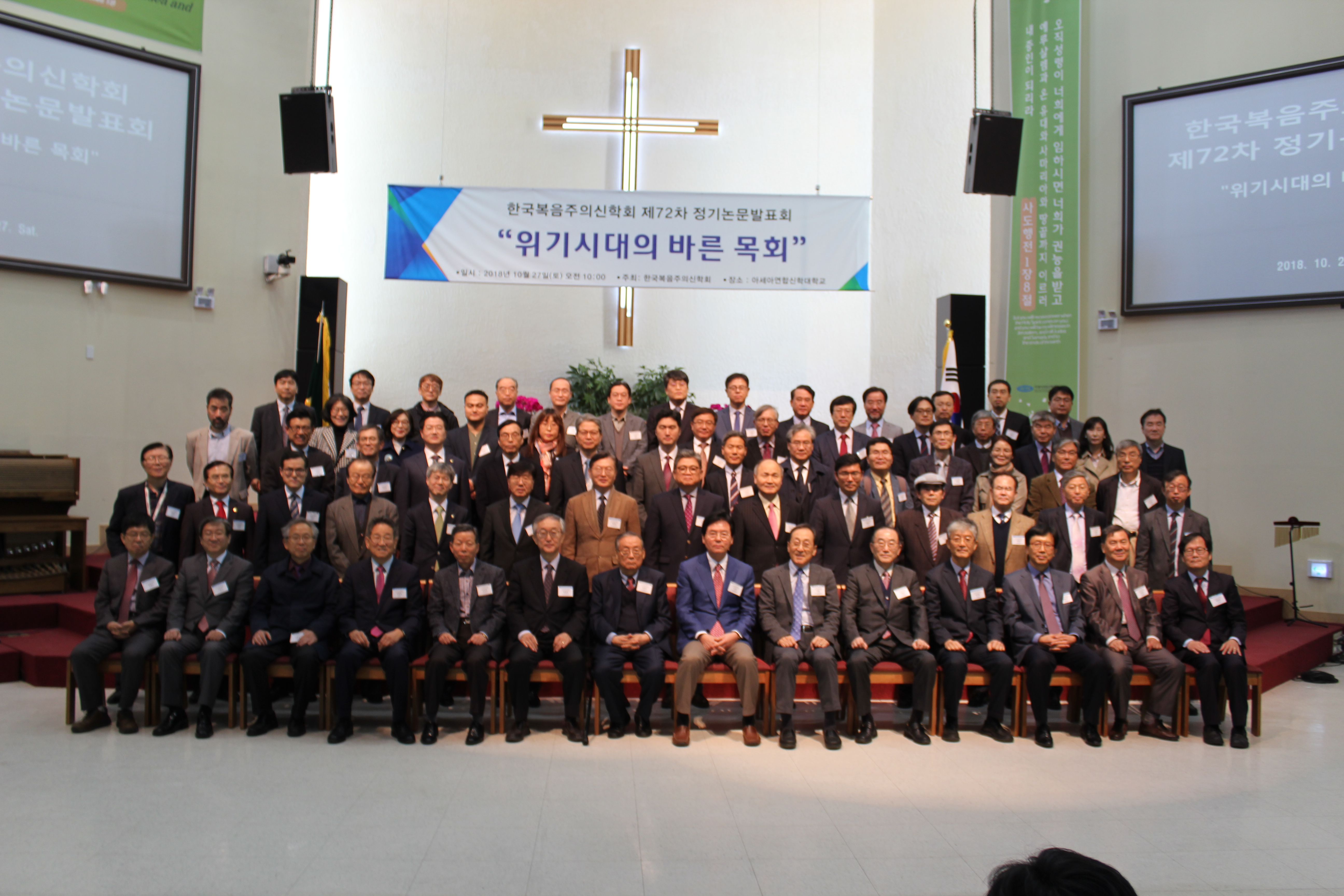
제 72차 한국복음주의신학회 2018년 10월 27일 아세아연합신학대학교

## 신학자 상 역대수상자
박용규, 한영태, 권성수, 양용의, 유상섭, 김재성, 이승구, 박응규, 이상규

### 신진 학자상
- 박재은(제 1회)

## 같이 보기
- 한국기독교학회
- 한국개혁신학회
- 개혁신학회
- 한국복음주의조직신학회
- 한국조직신학회
- 한국장로교신학회
- 한국복음주의선교신학회
- 한국복음주의구약신학회
- 한국복음주의신약학회
- 한국복음주의실천신학회